# Andrzej Awsiej
Andrzej Awsiej (ur. 1963 w Kędzierzynie, zm. 22 marca 2020) − polski artysta ekspresjonista.

## Życiorys
W 1975 roku jego rodzina przeprowadziła się do Gdańska. W latach 1986–1991 studiował w Państwowej Wyższej Szkole Sztuk Plastycznych (obecnie: Akademia Sztuk Pięknych) w Gdańsku na Wydziale Malarstwa i Grafiki, m.in. w pracowniach prof. Czesława Tumielewicza i prof. Witosława Czerwonki. W 1991 roku uzyskał tytuł magistra sztuk pięknych ze specjalnością w malarstwie. Praca dyplomowa „Krajobraz miejski”, w pracowni prof. Mieczysława Olszewskiego, dotyczyła związków między współczesnym miastem Gdańskiem i mitologią indoeuropejską, bałtycką. Składała się z serii wielkoformatowych obrazów i ksiąg artystycznych inspirowanych średniowiecznymi księgami oraz z pisemnej pracy teoretycznej. W jego polu zainteresowań znalazły się takie tematy jak: archeologia, antropologia, media, video, postrzeganie, sztuka amerykańska, Bałtowie, Mezopotamia czy Gdańsk.
Od 1996 roku do śmierci mieszkał i pracował w Holandii. Przyczyną zgonu była nagła choroba neurologiczna.

## Projekty artystyczne w zespołach i grupach
- Kołchoźnik – band skifflowy – Dolne Miasto Gdańsk 1978
- Yo Als Jetzt – Poezja Uliczna, czyli Jedność Ikonolingwistyczna – grafika szablon – Gdańsk, Inowrocław 1986
- Wydawnictwo Kubańskie Cycki, Gdańsk 1987
- Stała współpraca z Tranzytoryjną Formacją TOTART[3]
- Galeria WYSPA
- Współpraca z Pracownią Intermedialną Pi Witosława Czerwonki, ASP Gdańsk 1988–1996
- Galeria C14 Pracownia – Gdańsk 1991–1992
- Awsiej & Kabala – od 1986
- C.U.K.T.
- vangdansk – Veldhoven, Eindhoven 1996–2014

## Dziedziny twórczości

### Malarstwo, instalacja, performance
- 1990
  - Ciasteczko Gretschen Scheffler, installacja i rysunki; wystawa grupowa Niezgoda, BWA Zielona Góra
  - Wszystko co ma żyć na drugim świecie musi być spalone. Stosunek ornamentalny. I.E., rysunek, instalacja, Baszta Kętrzyn
- 1991
  - Bałtycka urna, malarstwo wielkoformatowe i księgi artystyczne; część wystawy grupowej inaugurującej Galerię C14, Gdańsk
  - Obraz, który zabiorę ze sobą do Australii, malarstwo wielkoformatowe i księga artystyczna inspirowane malarstwem aborygenów; wystawa grupowa 5 rocznica Totartu, Galeria Wyspa, Gdańsk
  - Piktogram anatomiczny, obiekt i malarstwo; wystawa grupowa Miejsca, Galeria C14, Gdańsk
- 1992
  - Fehu – sowilo, malarstwo wielkoformatowe, płótno, emulsja, spray, graffiti, ksero
  - Wóz solarny, obiekt, malowane drewno, mosiądz
  - Abolicja, instalacja; realizacje na wystawie grupowej podczas Sympozjonu Psychedelicznego Noc Wlapurgii, Galeria C14, Gdańsk
  - PAAB – Przestrzeń Arche Ars Baltica, malarstwo wielkoformatowe i fotografia, kserokopiarka, spray, drewno, tusz, cegły, mosiądz – instalacja plenerowa inspirowana archeologią
  - na wystawie grupowej podczas ARS Baltica, seminarium na temat Projektu Wyspa Natura-Kultura-Wyspa-Woda-Teraźniejszość-Przyszłość, 1-3 06 1992, Wyspa Spichrzów,Gdańsk
  - Poziomy, obiekty – kafle i graffiti; wystawa grupowa Otwarte Atelier, Dawna Łaźnia Miejska, Gdańsk
- 1993
  - Czas uprościł Nike z Samotraki, malarstwo wielkoformatowe, różnorodne media, Galeria Arsenał Białystok; wystawa indywidualna
- 1994
  - Autoportret – kiedy zaczniesz rozmawiać z obrazami oraz Krzyż Polski, malarstwo wielkoformatowe; wystawa grupowa Konzeption PL, Galeria Münsterland[4], Emsdetten, Niemcy
  - Mapa ciała – virilitas, rysunki systemu ciała, performance; wystawa grupowa Totart in Lublin Galeria KONT, Lublin,
  - performance podczas spektaklu Grupy Poetyckiej „Zlali mi się do Środka”, Klub „Akwarium”, Warszawa
  - Polska flaga, action painting; wystawa grupowa Wąchaj nochem, Teatr Schaumplatz, Berlin

### Grafika komputerowa do produkcji telewizyjnych
W latach 1992–1994, po nawiązaniu współpracy z Yachem Paszkiewiczem rozpoczął tworzenie grafiki i animacji komputerowej do kilku produkcji dla telewizji publicznej. Były to produkcje Agencji Filmowej Profilm z Gdańska dla programu drugiego TV. Do programu Bolero i Lalamido oraz do filmów dokumentalnych Totart, czyli przemyślność domokrążcy, Swędzenie plazmy – Gdańskie Dni Niezależnych i Galeria C14.
Stworzył też grafikę i scenografię do teledysku Dezertera Nie ma zagrożenia. Współpracował przy produkcji filmów dokumentalnych Wspólnocie Leeeżeć z Łodzi. Na planie ostatnich dwóch produkcji wykonał serie zdjęć.

### Malarstwo elektroniczne
Pomiędzy 1993 a 1995 rokiem powstał całkowicie komputerowo wykonany film pt. ChRzW – Chałupnicza Rzeczywistość Wirtualna. Koncept wypracowany został przez Andrzeja Awsieja, Joannę Kabalę i Artura Kudłatego Kozdrowskiego. W rozmaitych momentach do tworzenia grafiki przyłączyli się: Paweł Sabina, Paweł Mazur oraz Przemek Kryszk.
Projekcje filmów komputerowych:
- „ChRzW” [1993] Łódź – Teatr Studyjny; Wrocław – WRO’93; Gdynia – Galeria78, „Detergenty Sztuki”; Poznań – Galeria ON, „Inna Książka”; Wrocław – Galeria Entropia, „Jesień Czejenów”. [1994] Gdańsk – Żak, Grupa Poetycka „Zlali mi się do Środka”; Warszawa – Centrum Sztuki Współczesnej; Lublin – Galeria KONT; Berlin – Teatr Schaumplatz, „Wąchaj Nochem”. [1995] Szczecin – Zamek Książąt Pomorskich „Sztuka na Pomorzu po 1945”; Łódź – Pałac Grohmana „Idy Marcowe II”
- „Słońce w Pałacu. Pasy i Koła” – graffiti na ścianie oraz projekcja filmu komputerowego na wystawie grupowej Białko, Muzeum Artystów, Łódź, 1995 r.
- „Technodemonstracja”, „ChRzW”, „PM”; filmy komputerowe prezentowane w ramach NTSC – FORTY, Gdańsk, 1995 r.

### Interaktywne interfejsy
Z zainteresowania badaniem związków znaczeniowych między pojęciami lub zjawiskami powstały prototypy interfejsów. Prototypy eksponowane w 1995:
- Prototyp Interaktywnej Bazy Danych Grupy Poetyckiej Zlali mi się do Środka, wystawa grupowa Sztuka między wysoką i niską technologią, 5 Międzynarodowy Festiwal Realizacji Okołomuzycznych WRO'95, Wrocław
- „Interaktywna baza danych projektów artystycznych”, interaktywny pulpit, wystawa grupowa Fantom, Galeria Spiż 7,Gdańsk
- Mapa Ciała – virilitas, rysunki systemu ciała, interaktywny interfejs na wystawie grupowej Hoc est SECRETIS FOCUS, Galeria Spiż 7, Gdańsk

W późniejszym czasie doświadczenia z projektowania tych interfejsów stosował przy projektowaniu stron internetowych, pracując nad niekomercyjną sztuką internetową i opracowując cyfrowe dokumenty oraz wirtualne wystawy:
- GALERIA van GDANSK on-line: 2D, 3D, HTML, VRML, digitalna fotografia, 1996–2002
- Panorama Veldhoven, video, 1996–1997
- Ciało składane w publicznych sieciach, akcja internetowa dotycząca zmultiplikowanej obecności części ciała ludzkiego w sieci, 1996 r.
- Mapa Ciała – virilitas, rysunki systemu ciała, interaktywny interfejs, 1997
- 43 Kapitalistyczny Urząd Sztuki: gdannski, innowacyjny zapis języka polskiego do użytku w sieci Internet; „ReKoTeKo”, regulamin kontaktów artystycznych w cyberprzestrzeni, stworzony w celu kontaktowania się z C.U.K.T-em (HAMMEM – Młot Pamięci Systemu). „ReKoTeKo” to trybut dla Andrzeja Partuma, 1997 r.
- Infomaja 2000 – poetycki esej o tak zwanej Sztuce Współczesnej.
- Sieciowy Prospekt Panoramiczny 360 Stopni Mapa, tak zwana Panorama Gdańska – obraz do Internetu skomponowany z klatek filmu video kręconego w kilku punktach panoramicznych w Gdańsku, 1997–2000 r.
- Matrix, część wystawy grupowej to, co nie jest tym. Wystawa ta została zorganizowana we współpracy Galerii Spiż 7 i Galerii vangdansk. Model tej współpracy oparty jest na relacjach między wymiarem fizycznym i wirtualnym, 2002 r.
- od 2002 vangdansk Graphics Art Studio

## Nagrody
- 2016 – Nagroda Prezydenta Miasta Gdańska w Dziedzinie Kultury z okazji jubileuszu 30-lecia Formacji TOTART[5]